# Pristimantis lirellus
Eleutherodactylus lirellus là một loài động vật lưỡng cư trong họ Strabomantidae, thuộc bộ Anura. Loài này được Dwyer miêu tả khoa học đầu tiên năm 1995.